# Cecil Gould
Cecil Hilton Monk Gould (ur. 24 maja 1918 w Londynie, zm. 7 kwietnia 1994 w Chard, Somerset) – brytyjski historyk sztuki, znawca malarstwa włoskiego. Był konserwatorem i wicedyrektorem National Gallery w Londynie, gdzie pracował w latach 1946-1978.
Jest autorem ważnych prac na temat malarzy włoskich XVI w. (Leonarda da Vinci, Correggia, Gian Lorenza Berniniego).
W 1970 r. rozpoznał w obrazie uznawanym za kopię słynnego portretu papieża Juliusza II znajdującym się w zbiorach National Gallery od 1824 r. własnoręczne dzieło Rafaela Santi.

## Wybrane prace naukowe
- Parmigianino, Milano, Leonardo, 1994. ISBN 88-04-38916-8;
- The Sixteenth Century Venetian School 1959 (National Gallery Catalogue Series);
- The Sixteenth Century Italian Schools (excluding the Venetian) 1962 (National Gallery Catalogue Series);
- The last two were revised and combined as: The Sixteenth Century Italian Schools 1975 (National Gallery Catalogue Series) ISBN 978-0-947645-22-9;
- Michaelangelo: Battle of Cascina 1966 University of Newcastle Upon Tyne Titian 1969 Hamlyn (with Martin Davies) French School: Early 19th Century Impressionists, Post-Impressionists etc. 1970 (National Gallery Catalogue Series);
- Leonardo: The Artist and the Non-Artist 1975 Weidenfeld and Nicolson ISBN 978-0-297-77000-8;
- The Paintings of Correggio 1978 Cornell University Press;
- Bernini in France: An Episode in Seventeenth Century History 1981 Weidenfeld and Nicolson ISBN 978-0-297-77944-5;
- Parmigianino 1995 Abbeville Press ISBN 978-1-55859-892-8.